# Atos (Ort)
Atos (Atus) ist ein osttimoresischer Ort im Suco Gildapil (Verwaltungsamt Lolotoe, Gemeinde Bobonaro). Das Dorf liegt im Nordwesten der Aldeia Atos, auf einer Meereshöhe von 737 m, zwischen zwei Zuflüssen des Malibaca. Nördlich befindet sich das Nachbardorf Sassa, südlich erhebt sich der Berg Taswa (1301 m). An ihm vorbei führt eine Piste zum Dorf Gildapil.
In Atos befindet sich eine Grundschule.